# Верона
Веро́на (італ. Verona, вен. Verona) — місто й комуна на північному сході Італії, у регіоні Венето, адміністративний центр провінції Верона, розміщена біля підніжжя Альп, на обох берегах річки Адідже, близько 420 км на північ від Рима, 105 км на захід від Венеції. Знана як місце дії трагедії «Ромео і Джульєтта», Верона визнана спадщиною ЮНЕСКО завдяки своїй міській структурі й архітектурі: місто становить приклад послідовного й безперервного розвитку впродовж двох тисячоліть. Верона зберегла й поєднала мистецькі елементи різних історичних діб, що змінювали одна одну, а також яскраво передає найвизначніші історичні етапи концепції фортифікованого європейського міста. Населення — 260 125 осіб (2014). Свято покровителя міста  святого Зенона відзначається 21 травня.

## Географія
Важливий транспортний вузол на шляхах з Венеції до Мілана і з Паданської рівнини до Австрії (через перевал Бреннер). Машинобудівна, хімічна, поліграфічна, текстильна, деревообробна, паперова, харчова промисловість. Періодичні міжнародні сільськогосподарські ярмарки. Індустріальний інститут.

### Клімат
| VERONA VILLAFRANCA  | Місяці | Місяці | Місяці | Місяці | Місяці | Місяці | Місяці | Місяці | Місяці | Місяці | Місяці | Місяці | Пора  | Пора | Пора  | Пора  | Рік   |
| VERONA VILLAFRANCA  | Січ    | Лют    | Бер    | Кві    | Тра    | Чер    | Лип    | Сер    | Вер    | Жов    | Лис    | Гру    | Зим   | Вес  | Літ   | Осі   | Рік   |
| ------------------- | ------ | ------ | ------ | ------ | ------ | ------ | ------ | ------ | ------ | ------ | ------ | ------ | ----- | ---- | ----- | ----- | ----- |
| Темп. макс. (°C)    | 5.2    | 8.5    | 13.0   | 17.3   | 22.3   | 26.2   | 28.9   | 28.1   | 24.4   | 18.4   | 11.1   | 6.0    | 6.6   | 17.5 | 27.7  | 18    | 17.5  |
| Темп. мін. (°C)     | -2.0   | 0.1    | 3.4    | 7.0    | 11.4   | 15.2   | 17.7   | 17.2   | 13.7   | 8.4    | 3.4    | -1.2   | -1    | 7.3  | 16.7  | 8.5   | 7.9   |
| Опади (мм)          | 54.5   | 47.8   | 57.8   | 68.8   | 85.4   | 86.1   | 61.5   | 87.5   | 62.6   | 81.5   | 75.3   | 50.6   | 152.9 | 212  | 235.1 | 219.4 | 819.4 |
| Дні опадів (≥ 1 мм) | 7      | 6      | 7      | 9      | 9      | 9      | 6      | 7      | 5      | 7      | 8      | 6      | 19    | 25   | 22    | 20    | 86    |

## Історія
Верона — стародавнє поселення, період розквіту якого почався з моменту набуття Вероною статусу римської колонії з 89 р. до р. Х. Поблизу Верони 489 року король остготів Теодоріх переміг Одоакра і зробив її однією зі своїх резиденцій. За лангобардів (568—774) Верона — столиця одного з дукатів (герцогств). З початку 12 ст. — міська комуна. У 12 ст. Верона входила до Ломбардської ліги. У Вероні раніше, ніж у більшості міст Італії, запанувала тиранія. 1387 року Верону приєднано до Мілана, в 1405 — до Венеції, разом з якою за Кампоформійським миром 1797 відійшла до Австрії. У 1866 увійшла до складу Італійського королівства.

## Демографія
Населення за роками:

Станом на 1 січня 2023 року в муніципалітеті офіційно проживали 38 333 іноземці з 150 країн, серед них 10812 громадян країн Євросоюзу та 715 громадян України.

## Релігія
- Центр Веронської діоцезії Католицької церкви.

## Архітектура

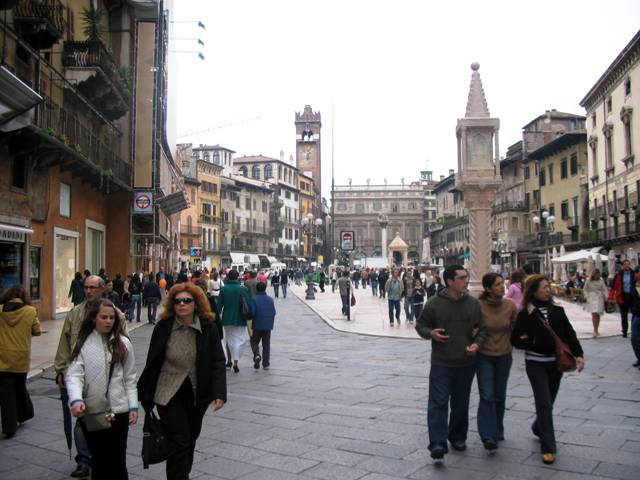
Верона. «Площа трави»
(Piazza delle Erbe)

Збереглися римські арена, театр, залишки фортеці (Порта Борсарі, Порта Леоне), античний міст Понте П'єтра (Ponte Pietra), старовинний міст Старого замку епохи Скалігерів (Понте ді Кастельвеккіо). Краєвид старої частини Верони з її вузькими прямими вулицями визначають численні середньовічні споруди.
У центрі Верони — дві площі, П'яцца делле Ербе (італ. Piazza delle Erbe, Площа трав) та П'яцца дей Синьйорі (італ. Piazza dei Signori). На П'яцца Ербе розміщений колишній античний форум з готичними будинками — Будинок купців (Casa dei Mercanti, 1301), бароковий Палац Маффеї (Palazzo Maffei, 1668) і Вежа Ґарделло (Torre dei Gardello, 1370).

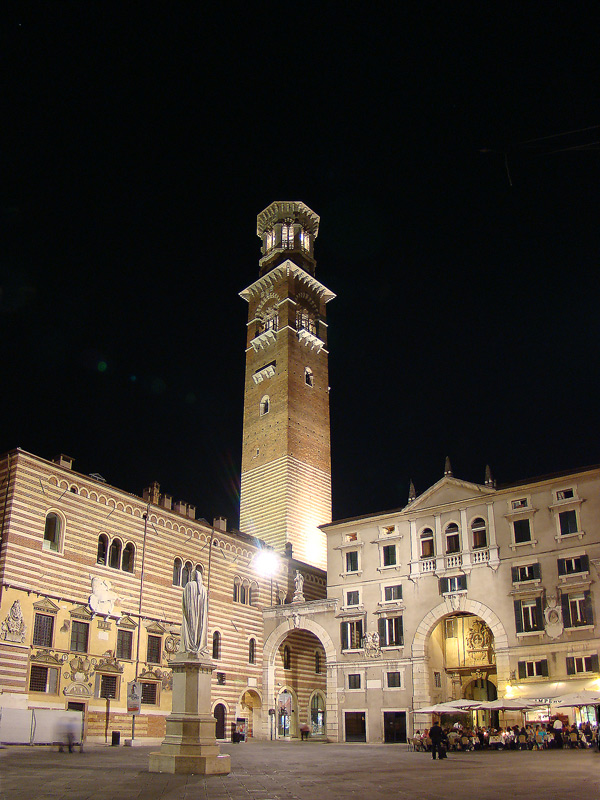
Верона. «Площа Синьорії»
(Piazza dei Signori)

На «Площі Синьорії» розміщені — Ратуша (Palazzo del Comune, 1193) у романському стилі, палац Скалігерів (Палац дель Говерно; кінець 13 ст.) і ренесансна Лоджія дель Консільйо (Loggia del Consiglio, 1475-92, архітектор Фра Джоконде).
Романська церква Сан Дзено Маджоре (5 ст., перебудована в 9 ст. і 1120—1138; бронзові двері порталу — 11—12 ст.) і собор (1139—1187; кампаніла — 16 ст., архітектор М. Санмікелі); готична церква Св. Анастасії (1291—1323 і 1422—1481, в інтер'єрі — фрески Пізанелло).
Готичний замок Кастельвеккіо (1354—1375) з мостом Скалігерів і передмостовими баштами. Ренесансні палаци (Помпеї, 1530: Каносса, близько 1530; Бевілаква, 1532) і ворота міських стін (Порта Нуова, 1533—1540; Порта Паліо, 1557; і ін.), архітектор Мікеле Санмікелі.

## Музеї
- Археологічний музей,
- Музей Кастельвеккьо,
- Галерея сучасного мистецтва,
- Музей-лапідарій Маффей,
- Музей природознавства,
- Капітолійська бібліотека Верони.

## Уродженці міста та особи, пов'язані з Вероною
- Паоло Морандо або Каваццола, (1486—1522), художник доби відродження.
- Мікеле Санмікелі (1484—1559), відомий архітектор, фортифікатор
- П'єтро Ротарі (1707—1762) — італійський художник 18 століття, представник інтернаціонального стилю рококо. Гравер, живописець.
- Джузеппе Тореллі (1658—1709) — італійський композитор, скрипаль, альтист, педагог. Брат художника Феліче Тореллі.
- Алессандро Туркі (1578—1649) — італійський художник епохи раннього бароко.
- Джованні Маттео Азола (1524—1609) — пізньоренесансний композитор та капельмейстер.
- Алессандро Гваньїні (1534/1538  — 1614) — військовий діяч Речі Посполитої, офіцер, письменник, історик.
- Джованні Калабрія (1873—1954) — італійський святий католицької церкви, громадський діяч.
- Єва Грімальді (*1961) — італійська акторка.
- Клаудіо Ґуджеротті (*1955) — римо-католицький архієпископ, ватиканський дипломат, з 13 листопада 2015 року Апостольський Нунцій в Україні.
- Гвідо Мазетті (1907—1993) — відомий у минулому італійський футболіст, воротар, згодом — футбольний тренер.
- Джуліо Чезаре Мартіненґо (1564/1568 — 1613) — італійський композитор пізнього Відродження та раннього бароко, представник Венеціанської школи.
- Джованні Мореллі (1816—1891) — італійський політик та історик мистецтва.
- Леандро Ремондіні (1917—1979) — відомий у минулому італійський футболіст, захисник, згодом — футбольний тренер
- Франко Донатоні (1927—2000) — італійський композитор.
- Марко Ніколетті (*1959) — відомий у минулому італійський футболіст, нападник, згодом — тренер.

## Уродженці
- Гонорій II (1010—1072) — антипапа у 1061—1072 роках
- Джузеппе Ріцці (*1886 — †1960) — італійський футболіст, захисник, півзахисник
- Маріо Корсо (*1941) — відомий у минулому італійський футболіст, півзахисник, згодом — тренер
- Дестіні Удоджі (*2002) — італійський футболіст, захисник.
- Маріо Бортолацці (*1965) — італійський футболіст, півзахисник, згодом — футбольний тренер.
- Франческо Перніго (*1918 — †1985) — італійський футболіст, півзахисник, нападник.
- Урано Наварріні (*1945 — †2020) — італійський футболіст, півзахисник, згодом — футбольний тренер.

## Сусідні муніципалітети
| - Буссоленго - Буттап'єтра - Кастель-д'Аццано - Греццана - Меццане-ді-Сотто - Неграр - Пескантіна - Ровере-Веронезе - Сан-Джованні-Лупатото | - Сан-Мартіно-Буон-Альберго - Сан-Мауро-ді-Саліне - Сан-П'єтро-ін-Каріано - Соммакампанья - Сона - Треньяго - Віллафранка-ді-Верона - Дзевіо |

## Галерея зображень

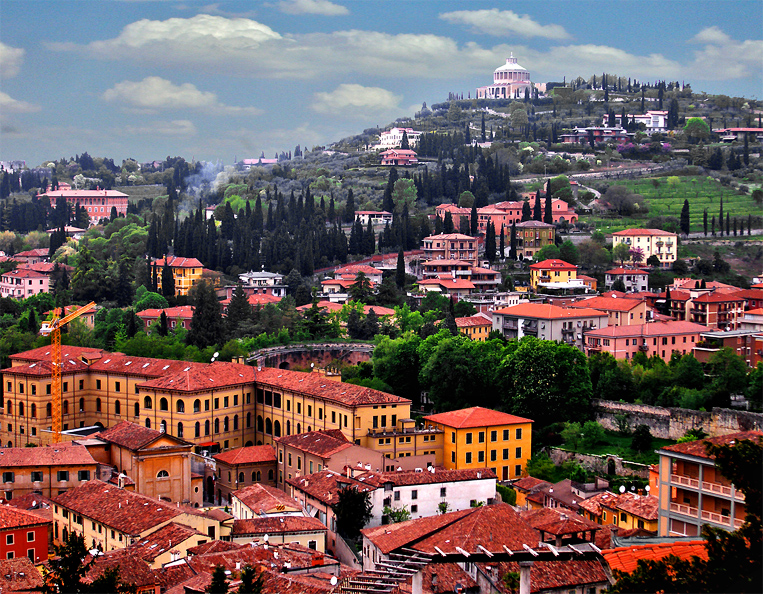
Верона
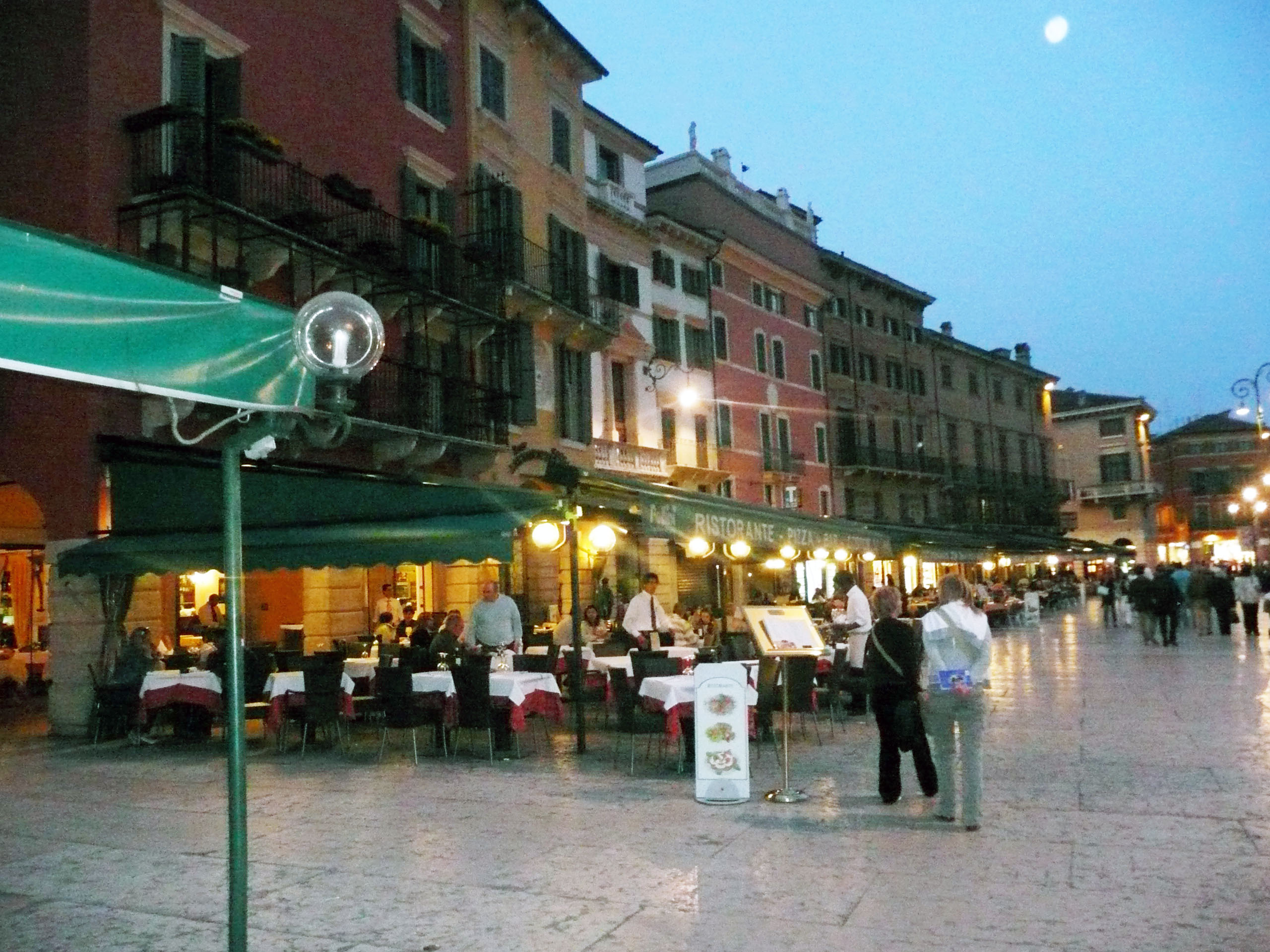
Верона вечірня
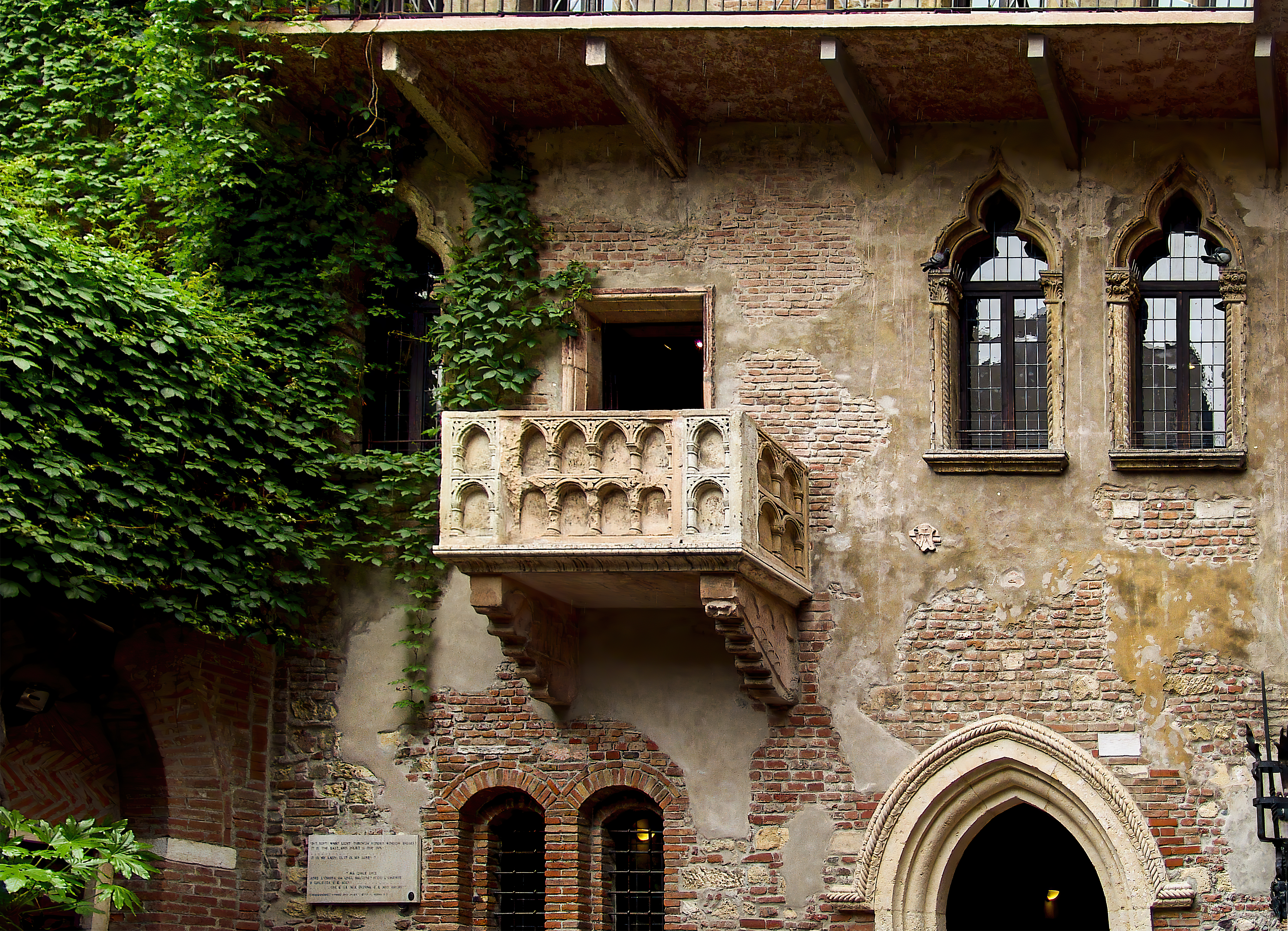
Балкон Джульєтти
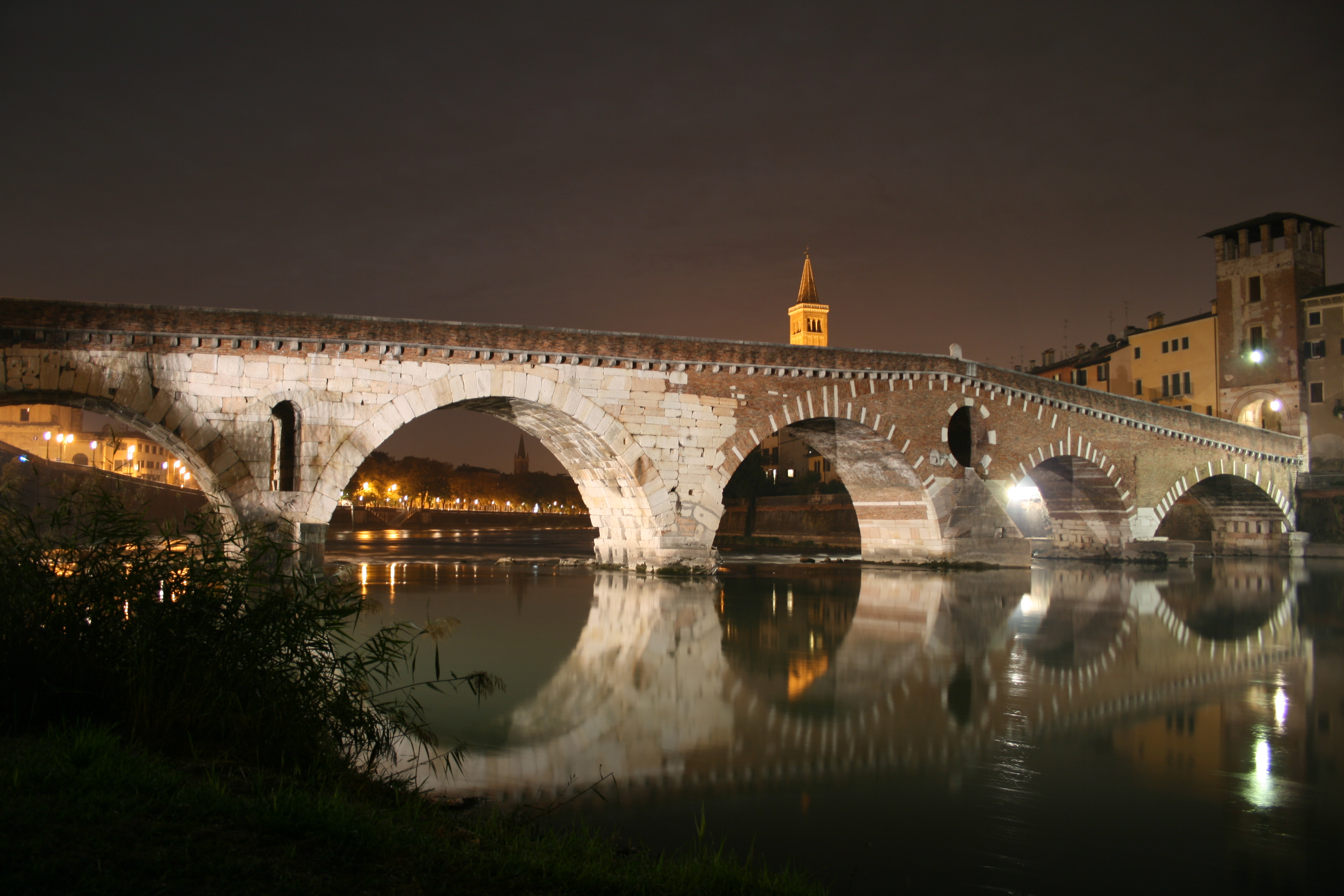
Понте П'єтра вночі
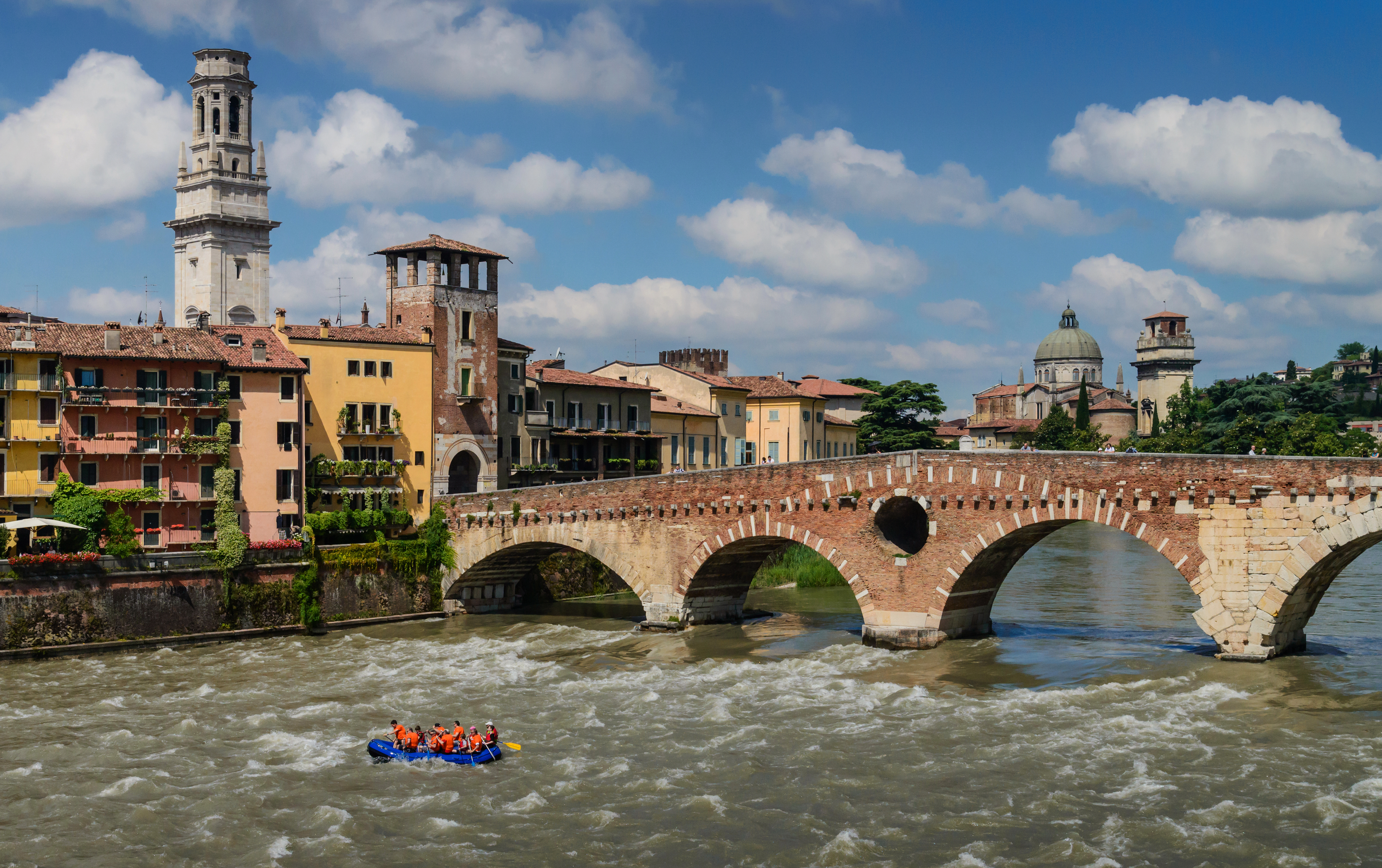
Понте П'єтра і Сан-Джорждо-ін-Браїда
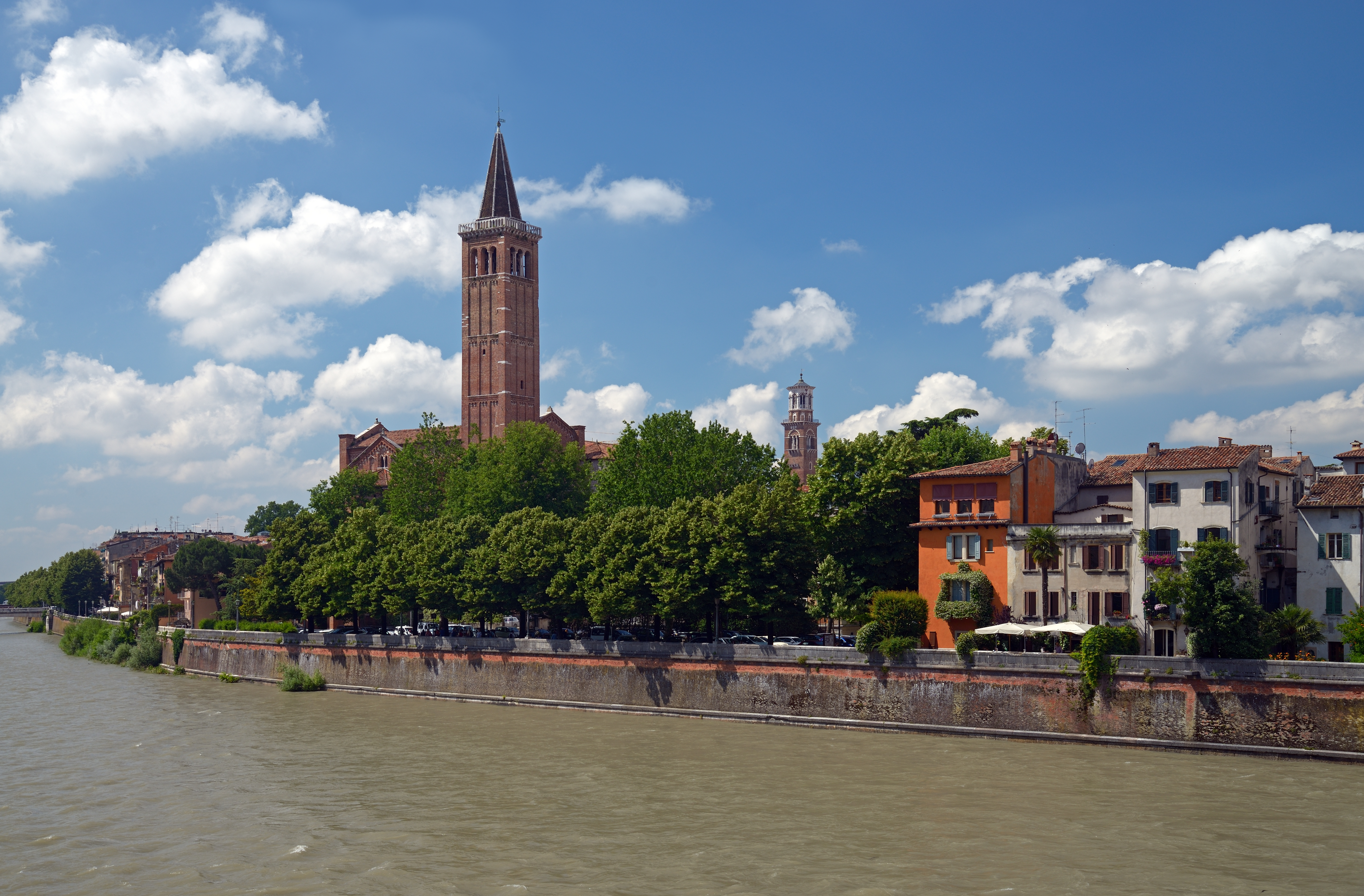
Санта Анастасіа
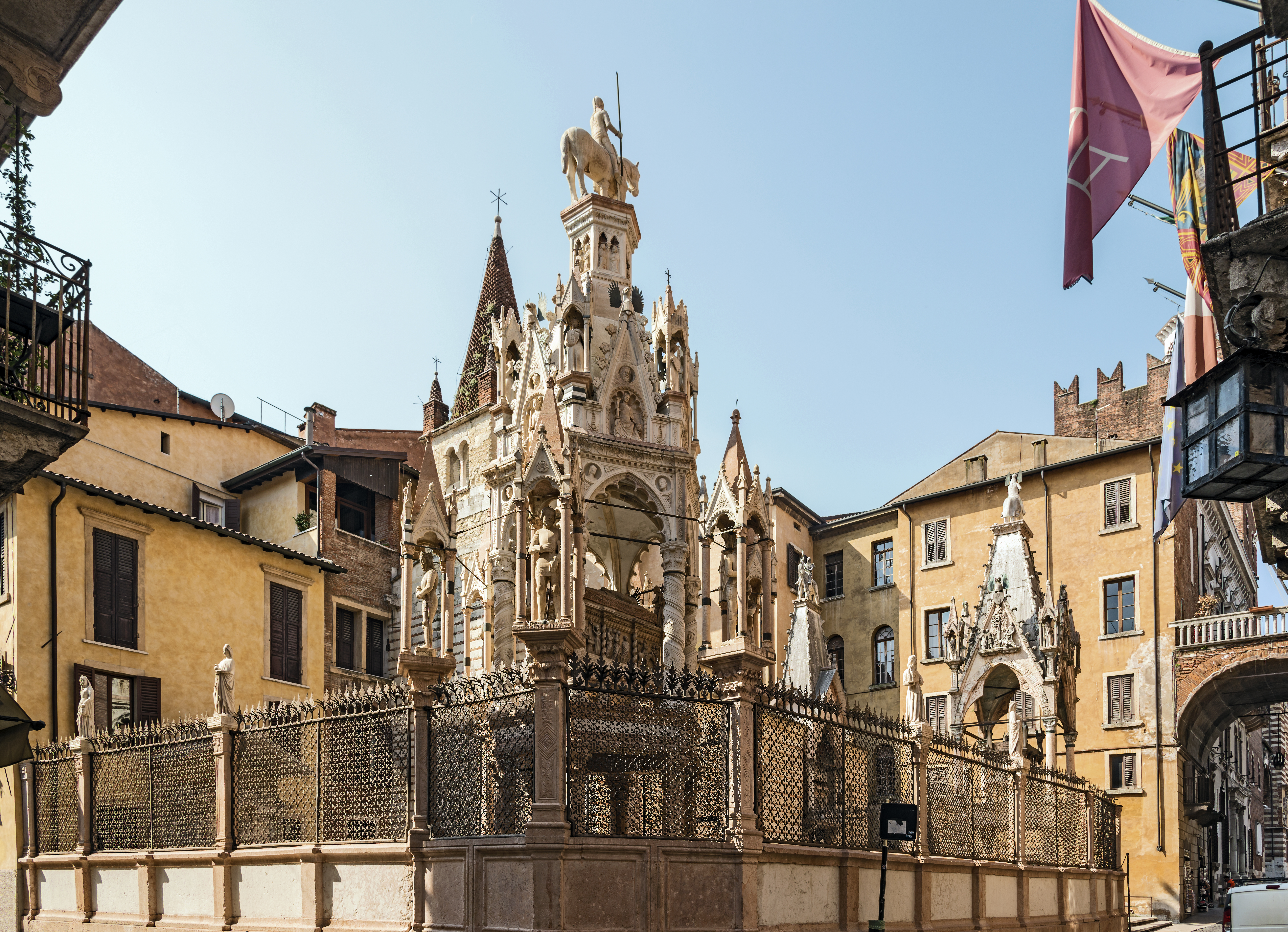
Арки Скалігерів
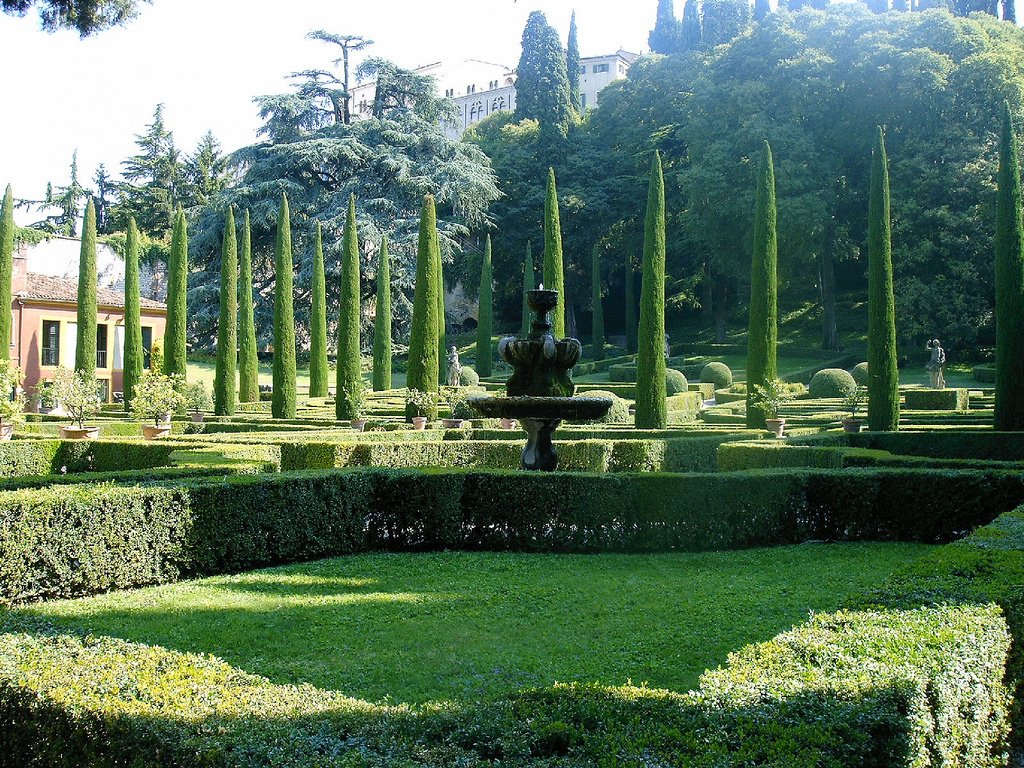
Сад Джусто
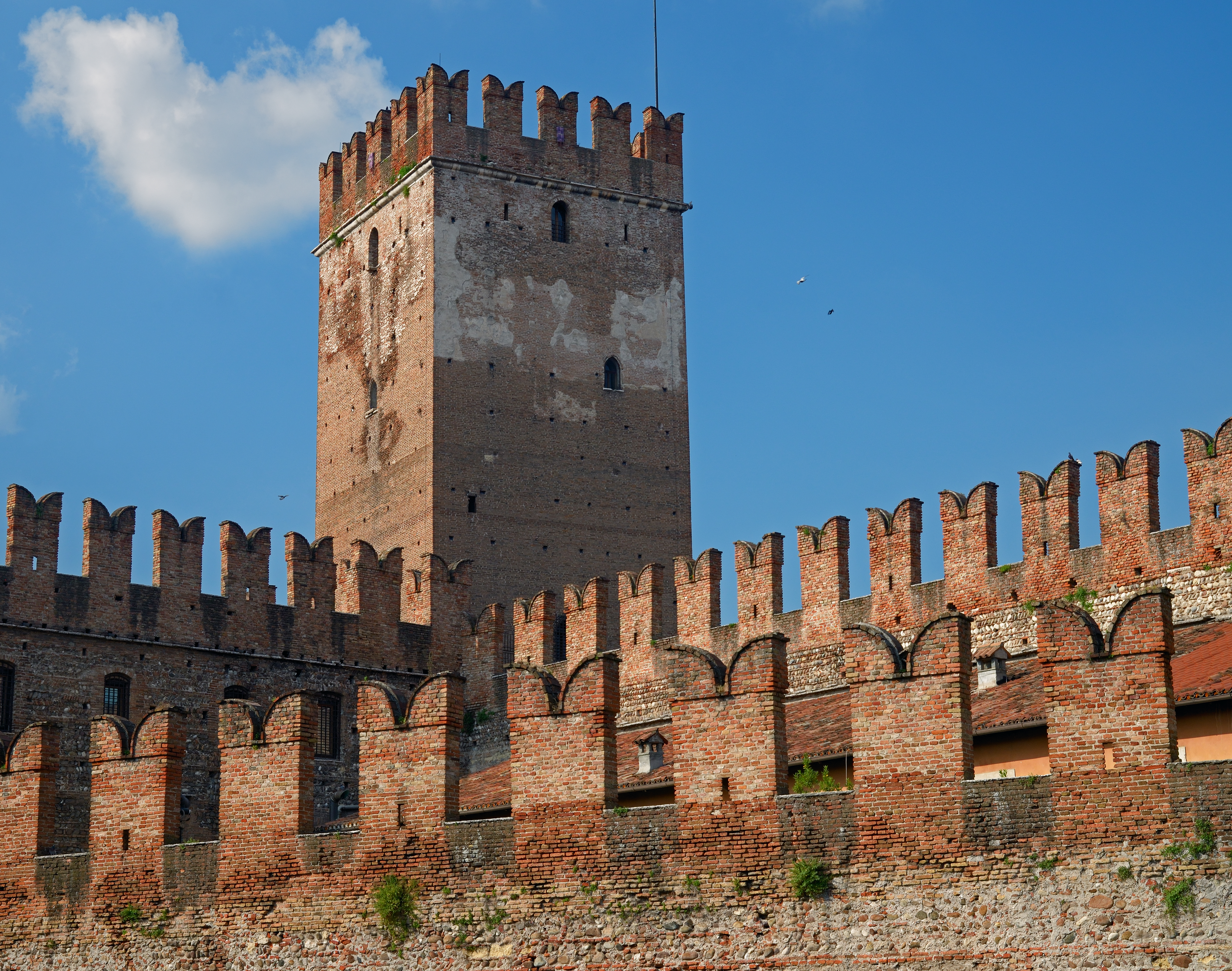
Стіни і донжон Кастельвеккіо
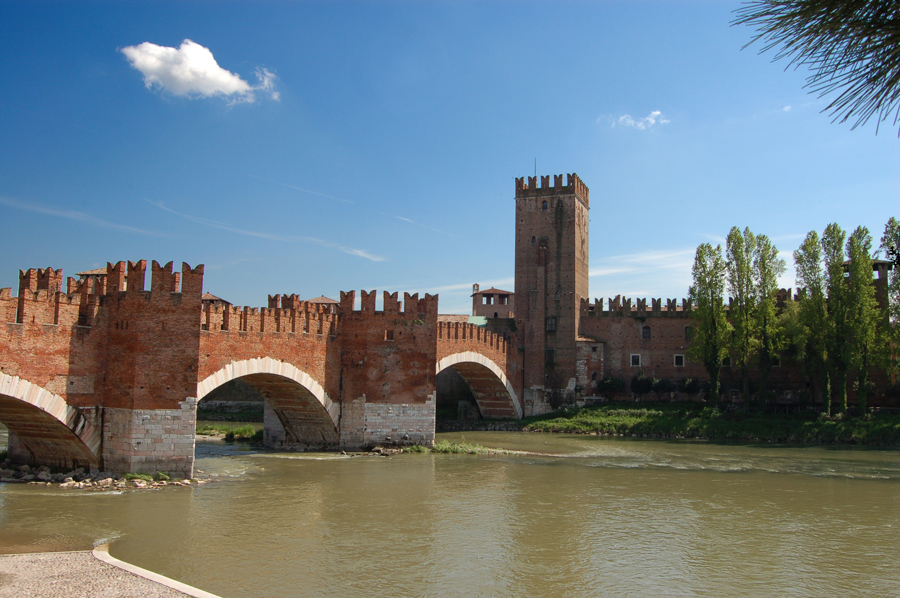
Понте ді Кастельвеккіо
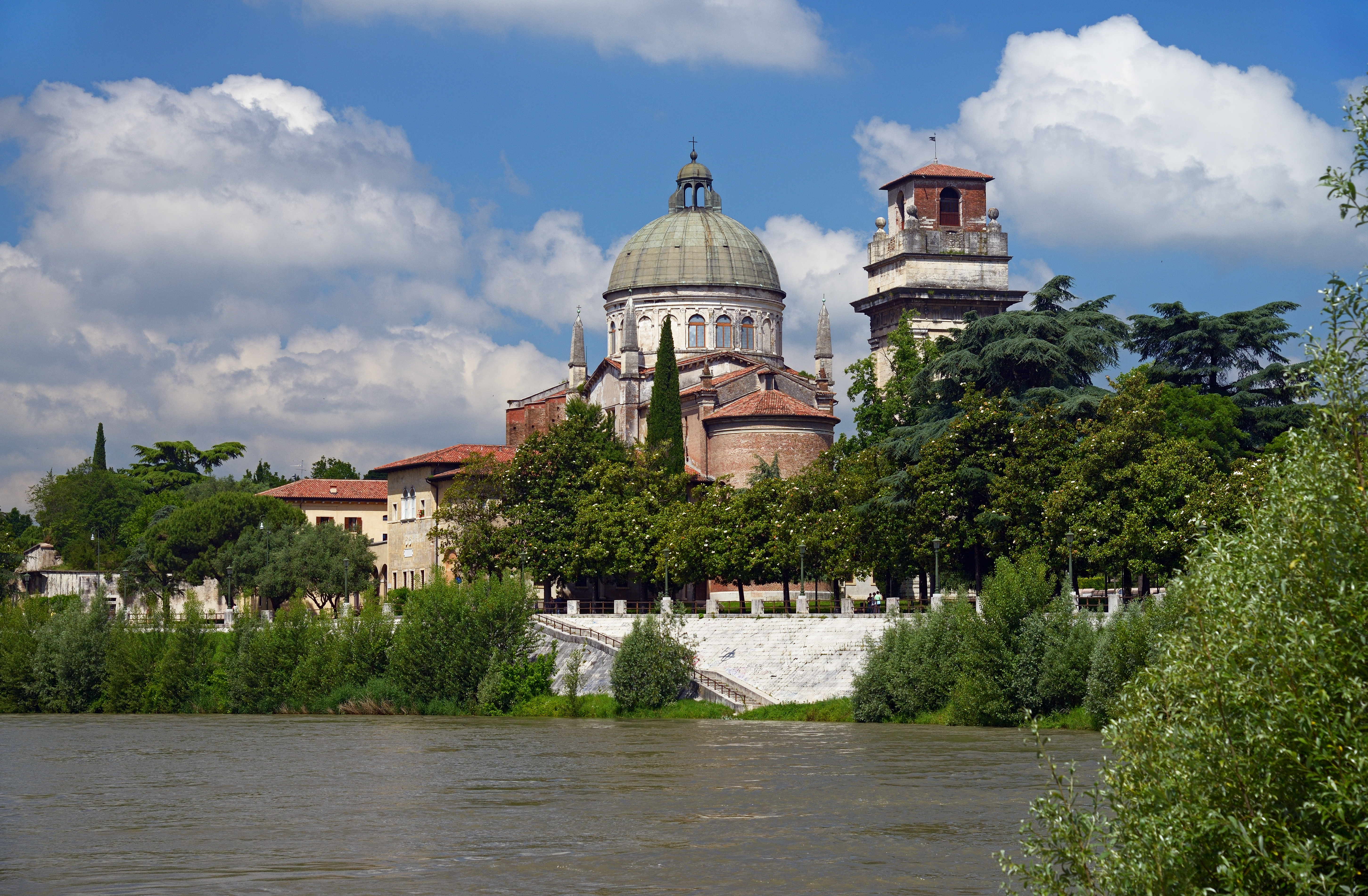
Сан Джорджіо ин Брада